# 天主教成都教区
成都教区（拉丁語：Dioecesis Cemtuana）是罗马天主教在中国四川省设立的一个教区。

## 轄區範圍
成都教區管轄成都、綿陽、德陽、廣元四個城市的教會，總計54,900平方公里。成都教區西接康定教區，東臨順慶教區，南界嘉定教區，西北和東北分別與甘肅省的秦州教區及陝西省的漢中教區接壤。

## 历史

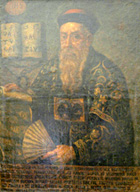
利類思，首位入川的天主教士

1640年（明崇祯末年），东阁大学士刘宇亮邀西西里王國（今屬義大利）耶稣会士利类思到四川布政司綿竹縣、成都府传教。次年，有30名达官显贵，包括蜀王后裔，接受了洗礼，成为四川的首批天主教教徒。1642年，葡萄牙籍耶稣会士安文思从杭州府来协助传教。不久，张献忠攻陷成都。1647年，清肃亲王豪格入川，俘获利、安二位神父，带回北京。
清顺治末年，川东巡抚许缵曾之母许太夫人（许徐甘第大，徐光启的次孙女）从陕南漢中府请了法國耶穌會穆格我神父来川复兴天主教，在成都、保宁（今阆中）和重庆3座城市建立了教堂。1696年10月15日，教宗英诺森十二世批准从福建代牧区分设四川代牧区。1753年，教廷将四川的传教权授予巴黎外方传教会。1815年，嘉庆皇帝强化禁教，将法国籍主教徐德新等11名传教士，斩首于成都，并悬头于城门三日。
1856年4月2日，四川代牧区分为“四川西北代牧区”和“四川东南代牧区”。1895年，杜杭主教将四川西北代牧区的主教座堂从彭县马桑坝迁至成都光大巷天主堂。同年发生成都教案，光大巷天主堂被毁，由骆书雅神父主持新建平安桥主教座堂（聖母無染原罪主教座堂）。1924年12月3日，根据主教驻地更名为成都代牧区。1929年8月11日，划出川北13个县成立順慶代牧區（今南充教区）。
1946年4月11日，教廷宣布在中国建立圣统制，成都代牧区升为成都教区。

## 部份教堂
- 成都平安桥主教座堂
- 张家巷天主堂（主日9点有弥撒）
- 彭州市马桑坝天主堂
- 金堂县舒家灣天主堂
- 綿竹市耶穌聖心堂
- 綿陽市露德聖母堂

## 歷任主教

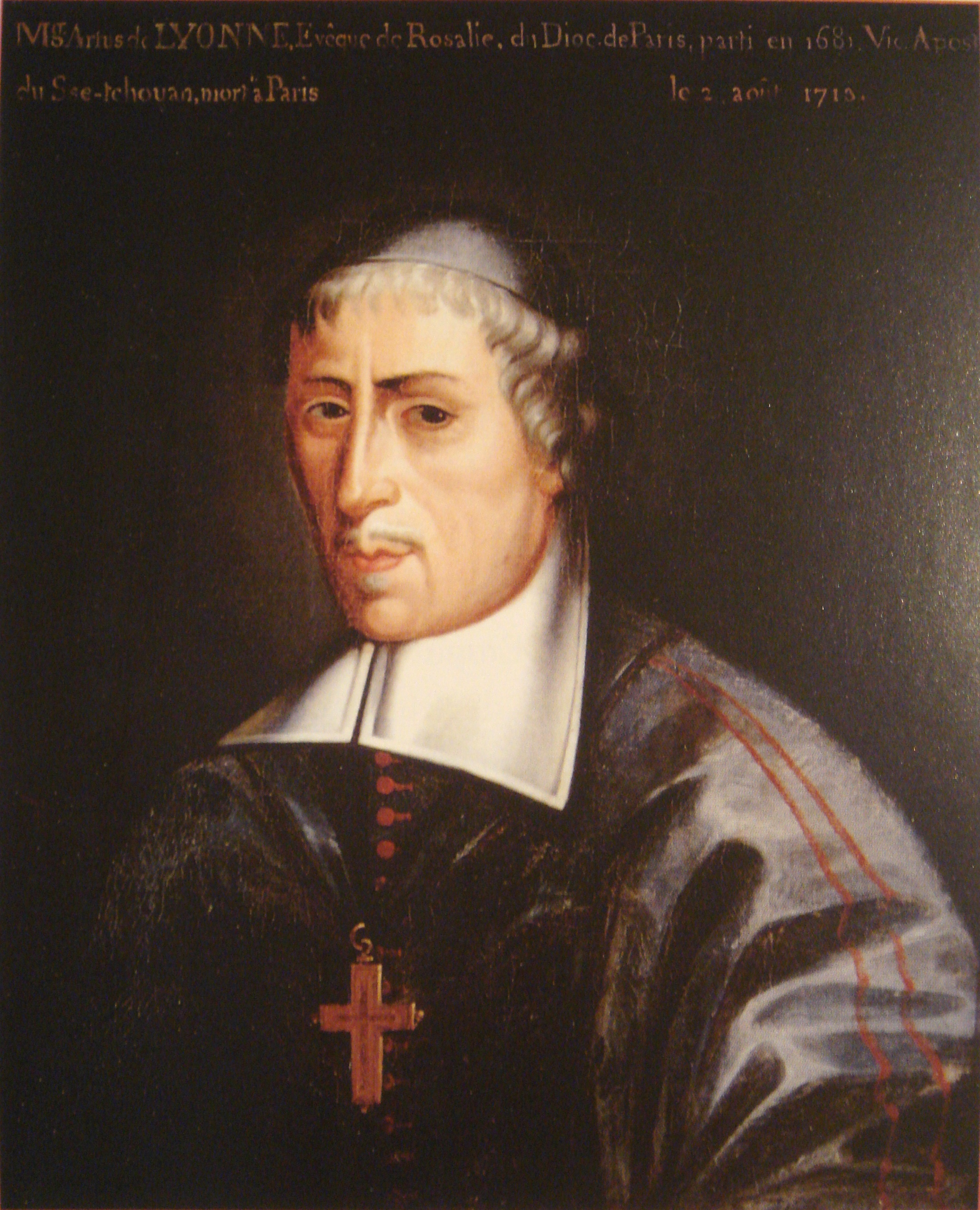
梁弘任，首任四川宗座代牧

四川宗座代牧
- 梁弘任（Artus de Lionne, M.E.P.）法国（1696－1713）
- 穆天尺（ ）德国 (1715–1742)
- 陆迪仁（ ）意大利 (1742–1743)
- 馬青山（Joachim-Enjobert de Martiliat, M.E.P.）法国（1743–1755）
- 皮耶-尙·柯赫維（Pierre-Jean Kerhervé, M.E.P.）法国（1762–1766）
- 范益盛（François Pottier, M.E.P.）法国（1767－1792）
- 徐德新（Gabriel-Taurin Dufresse, M.E.P.）法国（1798 四川助理主教，1801－1815）
- 馮雅各伯（ ）意大利（1817－1838）
- 马伯乐（Jacques-Léonard Pérocheau, M.E.P.）法国（1838－1856）

川西北宗座代牧
- 马伯乐（Jacques-Léonard Pérocheau, M.E.P.）法国（1856－1861）
- 洪广化（Annet-Théophile Pinchon, M.E.P.）法国（1861－1891）
- 杜杭法国（1893－1915）
- 骆书雅（Jacques-Victor-Marius Rouchouse, M.E.P.）法国（1916－1924）

成都宗座代牧
- 骆书雅（Jacques-Victor-Marius Rouchouse, M.E.P.）法国（1924－1946）

成都主教
- 骆书雅（Jacques-Victor-Marius Rouchouse, M.E.P.）法国（1946－1948）
- 彭道传（Henri-Marie-Ernest-Désiré Pinault, M.E.P.）法国（1949－1983）
- 李熙亭（John Li Xi-ting）1958－1989（天主教愛國會自選自聖，未與宗座共融）
- 刘显儒（Michael Liu Xian-ru）1992－1998（天主教愛國會自選自聖，未與宗座共融）
- 唐遠閣（Joseph Tang Yuan-ge）2016年11月30日至今

## 信徒
1950年，信徒40,240人 。目前约有10万人 。

## 圖集

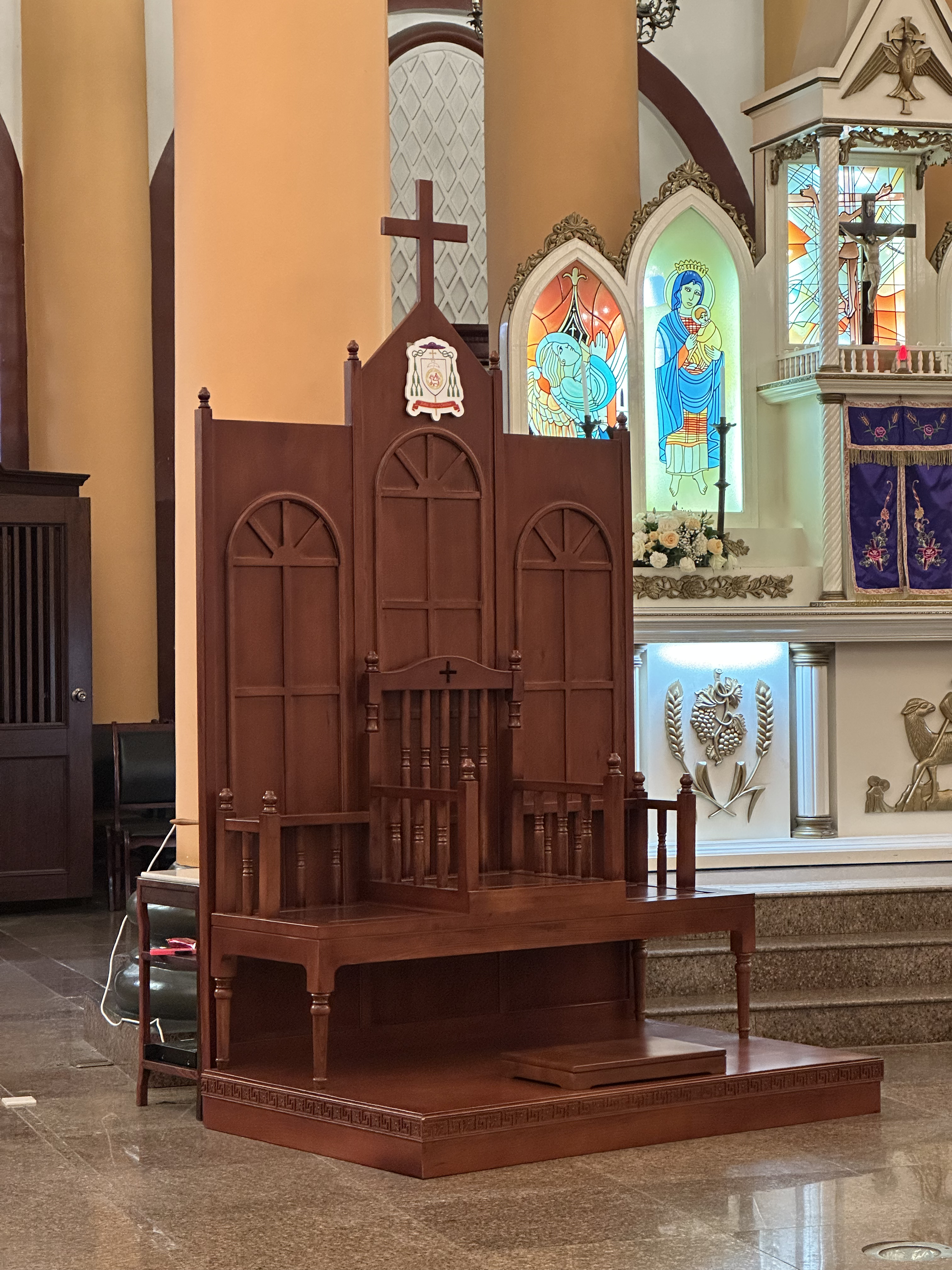
成都主教教座
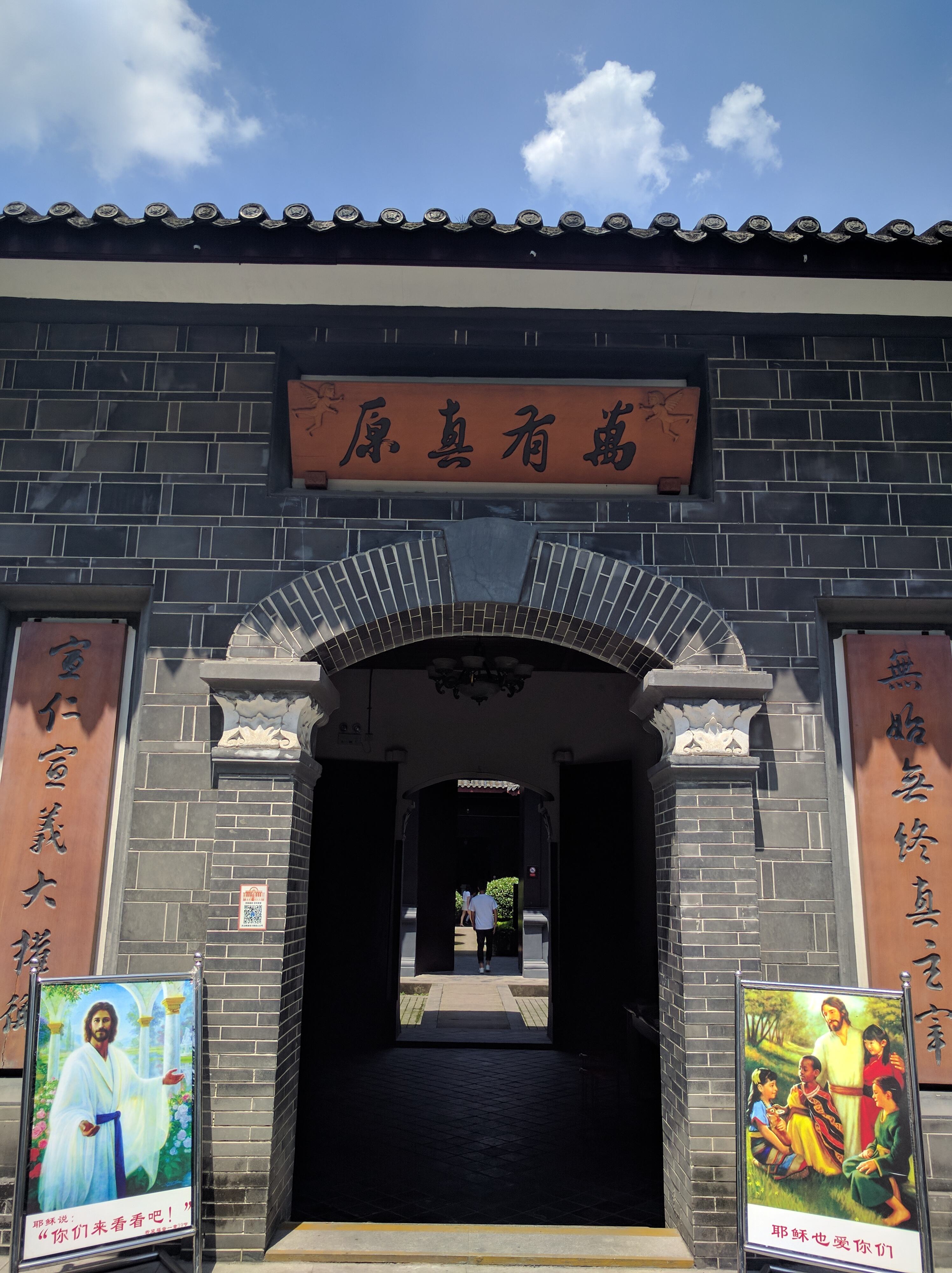
成都主教府
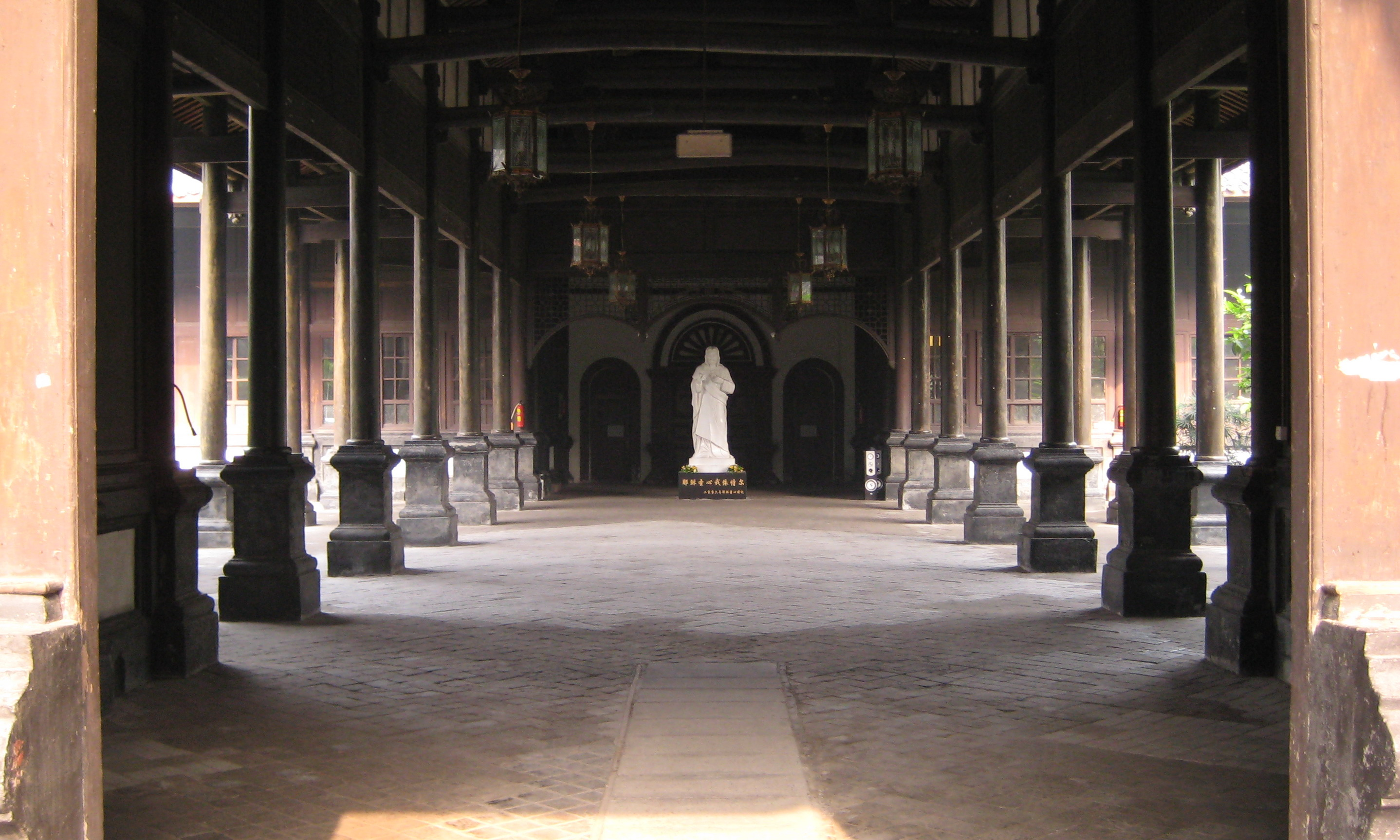
成都平安桥天主堂主教府走廊
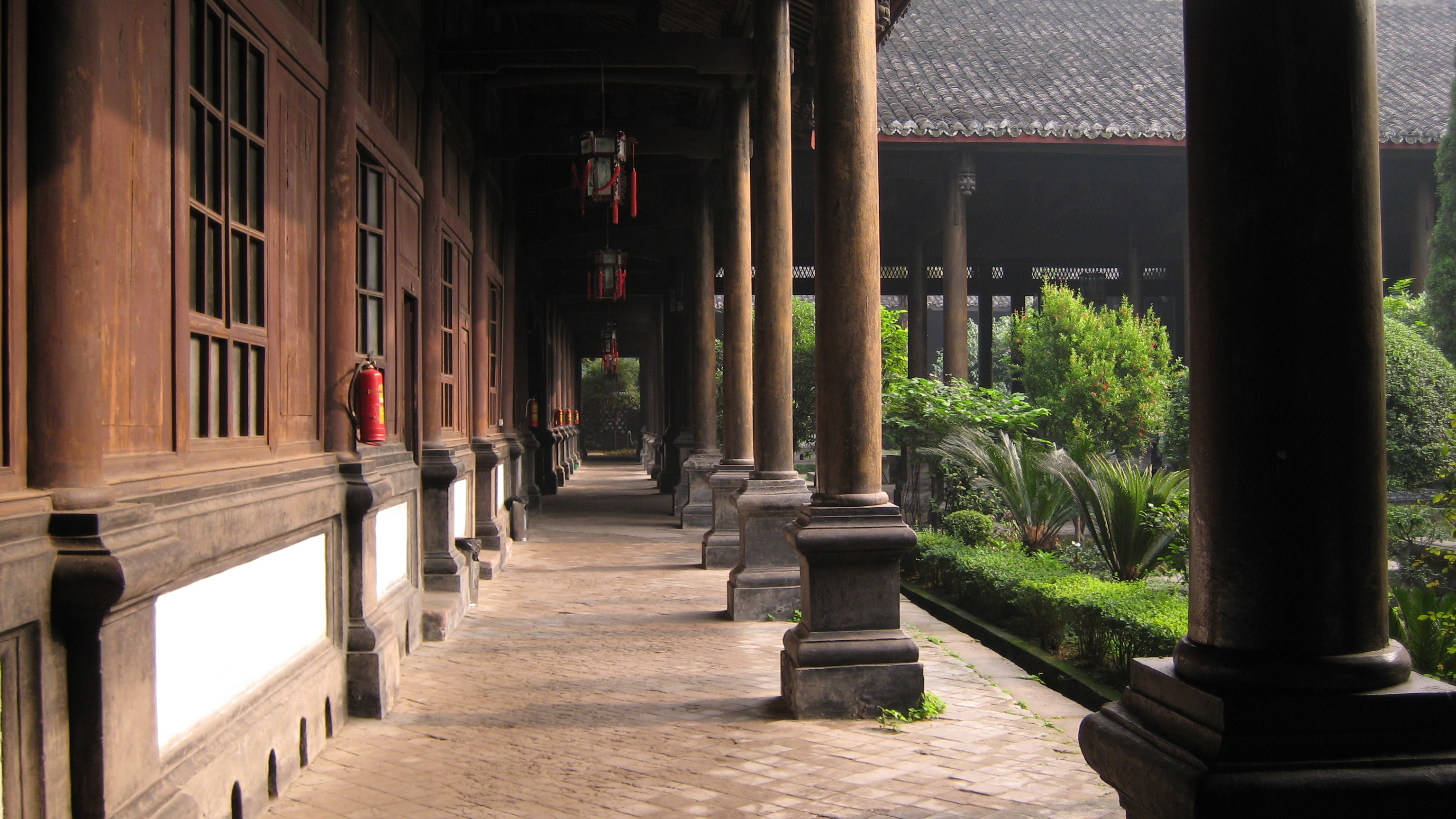
成都平安橋天主堂主教府南廊
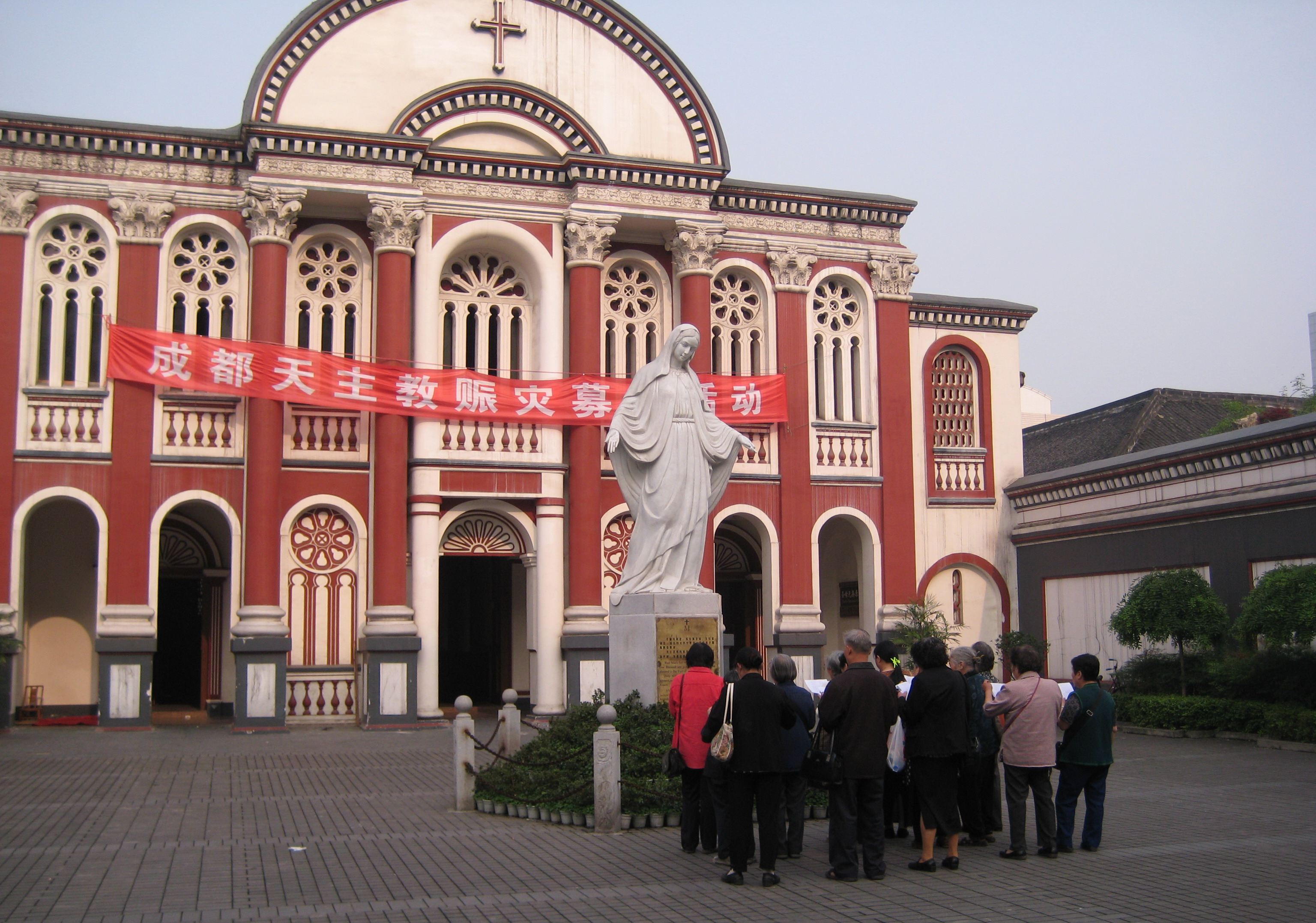
教堂举行的为汶川大地震祈祷仪式